# Howard Gayle
Howard Anthony Gayle (* 18. Mai 1958 in Liverpool) ist ein ehemaliger englischer Fußballspieler. Der Stürmer begann seine Karriere beim FC Liverpool und machte dort als „erster schwarzer Spieler“ der „Reds“ Schlagzeilen. Obwohl er im April 1981 im Halbfinalrückspiel des europäischen Landesmeisterwettbewerbs gegen den FC Bayern München einen bemerkenswerten Auftritt hinlegte, konnte er sich in Liverpool nicht dauerhaft durchsetzen. Bei seinen späteren Klubs hatte er mehr Glück und spielte vor allem regelmäßig für Birmingham City, den AFC Sunderland sowie zwischen 1987 und 1992 für die Blackburn Rovers.

## Sportlicher Werdegang

### FC Liverpool (1977–82)
Der im Liverpooler Stadtteil Toxteth geborene Gayle schloss sich 1974 der Jugendabteilung des FC Liverpool an und unterschrieb dort drei Jahre später den ersten Profivertrag. Dass mit Gayle erstmals ein Spieler mit schwarzer Hautfarbe im Profikader war, wurde als ein Meilenstein betrachtet – Gayles Vater war als Seemann aus Sierra Leone nach England gekommen und hatte in der Stadt an der Mersey Arbeit gefunden; die Großeltern mütterlicherseits stammten wiederum aus Ghana – und auch er selbst empfand Stolz, die schwarze Community in Liverpool zu repräsentieren. Der sportliche Durchbruch ließ jedoch auf sich warten, bevor er im April 1981 nach gerade einmal gut 20 Einsatzminuten zuvor in der ersten englischen Liga im Europapokal der Landesmeister seine erste echte Bewährungschance erhielt.
Nach einem 0:0 im Halbfinalhinspiel daheim gegen Bayern München saß Gayle in München auf der Ersatzbank, als sich Kenny Dalglish nach nur sechs Minuten verletzte. Liverpool kämpfte mit großen Verletzungssorgen und ohne Stammkräfte wie Phil Thompson und Alan Kennedy hatte Trainer Bob Paisley bereits in der Startelf die unerfahrenen Colin Irwin und Richard Money eingesetzt. Völlig überraschend wurde dann für Dalglish nicht der „logische Ersatz“ Jimmy Case eingewechselt, sondern der für die meisten Fachleute völlig unbekannte Gayle. Er bekleidete fortan die Linksaußenposition, damit Ray Kennedy wiederum in die Sturmmitte ausweichen konnte. Diese Personalie zahlte sich aus und die Bayern taten sich schwer damit, Gayles Schnelligkeit in den Griff zu bekommen. Bei einem Angriff über die linke Seite wurde er von Wolfgang Dremmler im eigenen Strafraum zu Fall gebracht; der Elfmeterpfiff blieb jedoch aus. Nachdem Gayle in der zweiten Halbzeit die gelbe Karte gesehen hatte, entschied sich Paisley dafür, ihn wieder auszuwechseln, so dass Case doch noch zu seinem Einsatz kam. Die Partie war zu diesem Zeitpunkt noch torlos, aber nach zwei Toren auf beiden Seiten in der Schlussphase qualifizierte sich Liverpool aufgrund der Auswärtstorregel für das Finale, in dem Gayle jedoch nur Ersatzspieler blieb. Die „61 Minuten in München“ markierten Gayles sportlichen Höhepunkt und waren Namensgeber für seine Autobiografie im Jahr 2016.
Drei Tage nach seinem Europapokalabenteuer stand Gayle gegen Tottenham Hotspur (1:1) zum ersten Mal in Liverpools Startelf, aber nach nur zwei weiteren Partien zum Ausgang der Saison 1980/81 ging es für ihn zurück in die Reservemannschaft. Der dort verantwortliche Trainer Roy Evans empfahl ihn zwar regelmäßig für höhere Aufgaben, fand aber kein offenes Ohr. Gayle galt als zu impulsiv, wohingegen dieser darüber klagte, dass er sich nicht gegen Widerstände innerhalb der Mannschaft durchsetzen konnte. In seiner Autobiografie beschuldigte er insbesondere den Ex-Mitspieler und Kapitän Tommy Smith, der sich im Herbst seiner Karriere befand, ihn rassistisch beleidigt zu haben.

### Newcastle, Birmingham und Sunderland (1982–86)
Vor seinem Liverpool-Debüt hatte Gayle in der Saison 1979/80 auf Leihbasis für den Zweitligisten FC Fulham mit einigem Erfolg gespielt und so versuchte er sich in der Spielzeit 1982/83 erneut leihweise bei Newcastle United. Dort stürmte er an der Seite seines Kindheitsidols Kevin Keegan und war gemeinsam in einem Team mit Terry McDermott, der in München mit ihm den Platz geteilt hatte. In Newcastle kam er zwar häufiger zum Einsatz, aber nachdem der Klub ihn nicht dauerhaft verpflichten wollte, stellte er sich auf Empfehlung von Newcastles Trainer Arthur Cox bei Birmingham City vor.
In der von Ron Saunders trainierten Mannschaft war Gayle ab Januar 1983 nun Teil einer Truppe, die mehrere dunkelhäutige Spieler hatte. Unter seiner Mitwirkung verbesserte sich das vormalige Erstligaschlusslicht hin zum Klassenerhalt, wobei Gayle der eher physisch orientierten Spielweise zu mehr Esprit und Schnelligkeit verhalf. In der folgenden Spielzeit 1983/84 war er zunächst der umjubelte Siegtorschütze gegen den Lokalrivalen Aston Villa, aber nach einem komfortablen Start driftete die Mannschaft vom zwölften Rang Ende März 1984 noch in die Abstiegszone ab. Nach dem Fall in die zweite Liga wollte sich Gayle an der Rückkehr in die Erstklassigkeit beteiligen, aber letztlich nahm der Verein im August 1984 ein Transferangebot des AFC Sunderland unter Trainer Len Ashurst an. Zuvor hatte er noch an der U-21-Europameisterschaft teilgenommen (obwohl bereits 26 Jahre alt) und im Finale ein Tor zum 2:0 gegen Spanien beigesteuert.
Während Birmingham in der Spielzeit 1984/85 in die höchste englische Spielklasse zurückkehrte, stieg Gayle von dort ein weiteres Mal mit dem neuen Klub ab. Ein Achtungserfolg war das Erreichen des Endspiels im Ligapokal, in dem Gayle nach gut einer Stunde für David Corner eingewechselt wurde. Die Partie ging jedoch gegen Norwich City mit 0:1 verloren. Nachdem sich die Beziehung zwischen Ashurst und der Mannschaft zusehends verschlechtert hatte und mit Lawrie McMenemy der bis dato „höchstbezahlte Trainer der englischen Fußballgeschichte“ angeheuert wurde, setzte sich die sportliche Lage katastrophal fort. Gayle, der mit McMenemy bereits aneinandergeraten war, als dieser sich noch für den FC Southampton verantwortlich gezeichnet hatte, kam über den Status eines Ergänzungsspielers nicht hinaus. Der direkte Durchmarsch in die Drittklassigkeit konnte dabei erst in den letzten Spielen vermieden werden und Gayle fiel einem grundlegenden Wiederaufbau in Sunderland zum Opfer. Er tat sich im Sommer 1986 schwer damit, einen neuen Verein zu finden. Stattdessen nahm er ein Angebot im US-amerikanischen Hallenfußball an und schloss sich in Texas den Dallas Sidekicks an.

### Über Dallas zurück nach England (1986–93)
Der Ausflug zum Hallenfußball verlief für ihn nicht zufriedenstellend, obwohl er den bis dahin bestbezahlten Vertrag in seiner Karriere hatte. Da er häufiger auf der Ersatzbank saß als auf dem Spielfeld zu stehen wandte er sich an seinen Trainer Gordon Jago mit der Bitte, nach England zurückkehren zu können. Jago stimmte etwas widerwillig zu und so wechselte Gayle im März 1987 zum englischen Zweitligisten Stoke City bis zum Ende der Saison 1986/87. Die „Potters“ machten sich Hoffnungen auf einen Aufstieg in die erste Liga, scheiterten letztlich aber drei Ränge hinter den Play-off-Plätzen und entschieden sich gegen eine Weiterbeschäftigung von Gayle.
Erneut drohte ihm die Arbeitslosigkeit. Er bewarb sich bei zahlreichen Vereinen in der Hoffnung auf ein Vorspieltraining und ging auch erstmals auf die Vereine zu, denen er zuvor mit Zurückhaltung begegnet war, da er von den Anhängern teils lautstark beleidigt worden war. Ein solcher Klub waren die Blackburn Rovers. Gerade einmal 28 Jahre alt und mit fußballerischem Talent gut ausgestattet, war er ein passender Spieler für den Trainer Don Mackay, der eine Mischung aus in der Heimat verwurzelten, ablösefreien und ausgeliehenen Spielern zu einer Zweitligamannschaft formte, die um den Aufstieg spielte. Mit prominenten Akteuren wie Osvaldo Ardiles und Steve Archibald lag Blackburn bis Mitte März 1988 auf einem direkten Aufstiegsplatz, bevor dieser noch verspielt wurde und in den Play-offs der FC Chelsea Endstation war. Trotz dieser Enttäuschung blieben Gayle und Blackburn auch in der Saison 1988/89 erneut ein Aufstiegsaspirant. Gemeinsam mit „Klublegende“ Simon Garner im Sturm erreichte Gayle mit dem Verein ein weiteres Mal die Play-off-Spiele und scheiterte dort im Finale an Crystal Palace. Im dritten Jahr, das wie in den beiden Jahren zuvor mit einer Niederlage in den Play-offs enden sollte, agierte Gayle zumeist auf der linken Flügelposition, wodurch seine Torquote von 19 Ligatreffern im Vorjahr auf nur noch fünf Tore sank.
Nach diesen drei Pleiten in Serie ging die Ära von Trainer Mackay langsam zu Ende. Trotz der Ankunft des neuen wohlhabenden Eigentümers Jack Walker konnte der Klub in der Saison 1990/91 aus den neuen Möglichkeiten nur wenig machen und landete knapp oberhalb der Zweitligaabstiegsränge. Kurz nach Beginn der Spielzeit 1991/92 übernahm sensationell Kenny Dalglish MacKays Nachfolge. Der mittlerweile auf den 34. Geburtstag zusteuernde Gayle verschwand in die sportliche Bedeutungslosigkeit und als Dalglish die Blackburn Rovers 1992 in die neu gegründete Premier League führte, absolvierte Gayle lediglich vier Meisterschaftsspiele. Danach stellte ihn Dalglish frei und Gayle ließ in der vierten Liga bei Halifax Town in der Spielzeit 1992/93 seine Karriere ausklingen.

## Nach der Fußballerkarriere
Im Anschluss an die aktive Laufbahn versuchte sich Gayle im Trainergeschäft. Im Profibereich konnte er sich jedoch als Cheftrainer nicht behaupten und kam über eine erfolgreiche Assistentenaufgabe bei den Tranmere Rovers nicht hinaus. Stattdessen rief er eine eigene Fußballschule ins Leben und engagiert sich in sozialen Belangen für Liverpool 8 (benannt nach der Postleitzahl im Liverpooler Bezirk Toxteth).
Gayle ist langjähriger Botschafter für die Antirassismus-Initiative Show Racism the Red Card. Im September 2016 veröffentlichte er seine Autobiografie mit dem Titel 61 Minutes In Munich.

## Titel
- Europapokal der Landesmeister (1): 1981
- U-21-Fußball-Europameisterschaft (1): 1984